# John Gormley
John Gormley, irl. Seán Ó Gormlaigh (ur. 4 sierpnia 1959 w Dublinie) – irlandzki polityk, nauczyciel i samorządowiec, parlamentarzysta, lider Partii Zielonych w latach 2007–2011, były minister środowiska, dziedzictwa i samorządu lokalnego.

## Życiorys
Kształcił się w St Munchin's College w Limerick, następnie studiował na University College Dublin oraz na Uniwersytecie Albrechta i Ludwika we Fryburgu. Pracował jako nauczyciel. Zaangażował się w działalność polityczną w ramach irlandzkiej Partii Zielonych. Pierwszy raz kandydował bez powodzenia do Dáil Éireann w 1989. W 1991 został wybrany do rady miejskiej Dublina, a w latach 1994–1995 był burmistrzem tego miasta.
W wyborach w 1997 zdobył mandat posła do Dáil Éireann z okręgu Dublin South East (uzyskiwał reelekcję w 2002 i 2007). W 2007 Partia Zielonych, wbrew przedwyborczym obietnicom, weszła do koalicji rządowej z Fianna Fáil i Progresywnymi Demokratami. Dotychczasowy lider partii Trevor Sargent zrezygnował ze stanowiska. W lipcu 2007 John Gormley wygrał rywalizację o przywództwo partii z reprezentującą radykalne skrzydło partii Patricią McKenną.
Miesiąc wcześniej objął urząd ministra środowiska, dziedzictwa i samorządu lokalnego w gabinecie Bertiego Aherna. Utrzymał go również w utworzonym w maju 2008 rządzie Briana Cowena i sprawował do czasu swojej rezygnacji w styczniu 2011. W wyborach parlamentarnych w tym samym roku nie został ponownie wybrany do parlamentu. 20 marca 2011 ogłosił swoją rezygnację z przywództwa Partii Zielonych.